# Playing the Angel
Playing the Angel (en español, Ejecutando o tocando el ángel) es el undécimo álbum del grupo inglés de música electrónica Depeche Mode (Martin Gore, Andrew Fletcher, David Gahan), producido y publicado en 2005.
Fue producido por Ben Hillier. La mayoría de los temas fueron escritos por Martin Gore, excepto «Suffer Well», «I Want It All» y «Nothing's Impossible», que fueron escritos por David Gahan, Christian Eigner y Andrew Phillpott.
Con motivo del disco, Depeche Mode realizó durante 2005-06 la gira Touring the Angel con el propio Eigner en la batería y el teclista Peter Gordeno como músicos de apoyo. Posteriormente, en 2006 se publicó el álbum en directo Live in Milan.
El título Playing the Angel fue tomado de la letra de la canción The Darkest Star.

## Listado de canciones
El álbum apareció en cinco ediciones, la estándar solo en disco compacto, como edición de lujo en SACD/CD con un DVD con contenido adicional, en doble disco de vinilo, en formato UMD para PlayStation Portable de Sony y fue el primer álbum de DM disponible en streaming desde su publicación.

### Edición enCD
| Playing the Angel |                           |                          |          |  |
| N.º               | Título                    | Escritor(es)             | Duración |  |
| 1.                | «A Pain That I'm Used To» | Gore                     | 4:11     |  |
| 2.                | «John the Revelator»      | Gore                     | 3:42     |  |
| 3.                | «Suffer Well»             | Gahan, Eigner, Phillpott | 3:49     |  |
| 4.                | «The Sinner in Me»        | Gore                     | 4:56     |  |
| 5.                | «Precious»                | Gore                     | 4:10     |  |
| 6.                | «Macro»                   | Gore                     | 4:03     |  |
| 7.                | «I Want It All»           | Gahan, Eigner, Phillpott | 6:09     |  |
| 8.                | «Nothing's Impossible»    | Gahan, Eigner, Phillpott | 4:21     |  |
| 9.                | «Introspectre»            | Gore                     | 1:42     |  |
| 10.               | «Damaged People»          | Gore                     | 3:29     |  |
| 11.               | «Lilian»                  | Gore                     | 4:49     |  |
| 12.               | «The Darkest Star»        | Gore                     | 6:55     |  |

### Edición de lujo
La edición de lujo americana contiene el mismo disco de la edición estándar acompañado del DVD, mientras la edición europea contiene el disco en formato SACD acompañado del DVD. De cualquier modo, en ambos casos el contenido de los discos es el mismo.
Lo que cambia es el color del "angelito" (llamado Tubby Goth por la propia banda) en la portada, también la foto posterior es distinta y está parcialmente a color, no en blanco y negro como en la edición normal; además, el booklet del disco tiene varias fotos más que la edición normal.
El disco uno es la colección estándar Playing the Angel en SACD/CD, el segundo disco contiene:

| Disco dos, DVD en la edición de lujo |                                                       |          |  |
| N.º                                  | Título                                                | Duración |  |
| 1.                                   | «A Pain That I'm Used To»                             | 4:11     |  |
| 2.                                   | «John the Revelator»                                  | 3:42     |  |
| 3.                                   | «Suffer Well»                                         | 3:49     |  |
| 4.                                   | «The Sinner in Me»                                    | 4:56     |  |
| 5.                                   | «Precious»                                            | 4:10     |  |
| 6.                                   | «Macro»                                               | 4:03     |  |
| 7.                                   | «I Want It All»                                       | 6:09     |  |
| 8.                                   | «Nothing's Impossible»                                | 4:21     |  |
| 9.                                   | «Introspectre»                                        | 1:42     |  |
| 10.                                  | «Damaged People»                                      | 3:29     |  |
| 11.                                  | «Lilian»                                              | 4:49     |  |
| 12.                                  | «The Darkest Star»                                    | 6:55     |  |
| 13.                                  | «Making the Angel» (minidocumental)                   | 8:07     |  |
| 14.                                  | «Precious» (video promocional dirigido por Uwe Flade) | 4:00     |  |
| 15.                                  | «Clean» (versión acústica en estudio)                 | 3:42     |  |
| 16.                                  | «Foto galería»                                        |          |  |

Después de Playing the Angel los diez primeros álbumes de Depeche Mode fueron relanzados en edición doble de la misma forma: en Europa en SACD/DVD y en América solo como CD/DVD; asimismo la primera compilación posterior a Playing the Angel, The Best of Depeche Mode Volume 1, apareció en edición normal y edición con DVD extra; seguidamente el álbum Sounds of the Universe de 2009 se publicó en edición normal, edición con DVD y edición de lujo en tres CD y un DVD.
En realidad el álbum debut solista de Dave Gahan, Paper Monsters de 2003, fue el primero en aparecer así; posteriormente su segundo material solista, Hourglass de 2007, se lanzó también en edición normal y edición con DVD.

### Edición enLP
Desde 1993 todos los discos de Depeche Mode se continuaron editando en Europa también en formato de disco de vinilo. El caso del LP Playing the Angel resultó distinto a la versión en CD, pues se presentó no en uno sino en dos discos con los doce temas del álbum, y cuyos lados están ordenados alfabéticamente del A al D, aunque para 2014 fue reeditado en este formato en América.
Disco 1
| Lado A |                           |          |  |
| N.º    | Título                    | Duración |  |
| 1.     | «A Pain That I'm Used To» | 4:11     |  |
| 2.     | «John the Revelator»      | 3:42     |  |
| 3.     | «Suffer Well»             | 3:50     |  |

| Lado B |                    |          |  |
| N.º    | Título             | Duración |  |
| 1.     | «The Sinner in Me» | 4:55     |  |
| 2.     | «Precious»         | 4:10     |  |
| 3.     | «Macro»            | 4:02     |  |

Disco 2
| Lado C |                        |          |  |
| N.º    | Título                 | Duración |  |
| 1.     | «I Want It All»        | 6:10     |  |
| 2.     | «Nothing's Impossible» | 4:21     |  |
| 3.     | «Introspectre»         | 1:42     |  |
| 4.     | «Damaged People»       | 3:28     |  |

| Lado D |                    |          |  |
| N.º    | Título             | Duración |  |
| 1.     | «Lilian»           | 4:46     |  |
| 2.     | «The Darkest Star» | 6:55     |  |

### Edición enUMD
La edición en formato UMD para el PlayStation Portable de Sony no fue exactamente la más publicitada versión de Playing the Angel, evidentemente por el limitado número de propietarios y usuarios de aquella consola de videojuegos, además, fue exclusiva para Europa, en parte por el mismo motivo.
Esta versión contiene los correspondiente doce temas del álbum así como los bonos adicionados a la edición de lujo.

| Pistas adicionales en UMD video |                                       |          |  |
| N.º                             | Título                                | Duración |  |
| 1.                              | «Making the Angel» (minifilme)        | 8:07     |  |
| 2.                              | «Precious» (video promocional)        | 4:00     |  |
| 3.                              | «Clean» (versión acústica en estudio) | 3:42     |  |
| 4.                              | «Foto galería»                        |          |  |

Playing the Angel es el único álbum de Depeche Mode lanzado en este formato aunque no su único material. Los conciertos Devotional de 1993 y One Night in Paris de 2002 así como el documental 101 se relanzaron también en UMD en 2005 coincidiendo con la publicidad alrededor de Playing the Angel, siendo de tal modo los únicos cuatro materiales disponibles para la videoconsola PlayStation de Sony.

### Edición digital
Playing the Angel fue el primer álbum de Depeche Mode disponible como descarga digital desde su publicación, aunque esa versión inicialmente fue exclusiva para Norteamérica a través de iTunes, así como en Spotify.
El disco digital contiene los doce temas del álbum más otro tema adicional tocado en estudio, exclusivo de esta versión, y el video del primer sencillo desprendido.

| Pistas adicionales |                                                       |          |  |
| N.º                | Título                                                | Duración |  |
| 13.                | «Waiting for the Night» (versión acústica en estudio) | 4:20     |  |
| 14.                | «Precious» (video de Uwe Flade)                       | 4:13     |  |

La interpretación acústica de Clean, de la edición de lujo, también estuvo disponible como descarga digital en América, pero separada del álbum en esa versión.

## Créditos
Martin Gore - guitarras, sintetizadores y segunda voz; además canta los temas Macro y Damaged People.
David Gahan - voz principal, excepto los temas Nothing's Impossible que canta a dueto con Gore, así como el tema The Sinner in Me que también cantan parcialmente a dueto; segunda voz en Macro.
Andrew Fletcher - sintetizador y bajo eléctrico, incluyendo en la interpretación de Clean de la edición de lujo; tiene participación vocal en los temas A Pain That I'm Used To, John the Revelator y The Darkest Star.
Ben Hillier - producción, Ingeniería y Mezcla.
Anton Corbijn - portada, diseño y fotografías.
Daniel Miller - producción ejecutiva.
Dave McCracken - programación; piano en The Darkest Star, aunque por un error de impresión en el disco aparece el crédito de que toca el piano en I Want It All, canción en la que no hay piano.
Richard Morris - programación e Ingeniería.
Steve Fitzmaurice - mezcla.
Christian Eigner y Andrew Phillpott - programación original de Suffer Well, I Want It All y Nothing's Impossible.
Emily Lazar - masterización.
Sarah Register - asistente de masterización.
Devin Workman y Kt Rangnick - asistentes de grabación y mezcla.
Nick Sevilla, Arjun Argerwala y Rudyard Lee Cullers - asistentes de grabación.

## Sencillos
- Precious
- A Pain That I'm Used To (solo en Europa)
- Suffer Well (solo en Europa)
- John the Revelator/Lilian (solo en Europa)

La mezcla de «Precious» como sencillo difiere de la del álbum, de hecho, también difiere levemente en su versión del vídeo promocional; mismo caso de la versión como sencillo de «A Pain That I'm Used To».
Hubo ediciones promocionales como sencillo en 12 pulgadas del tema «The Darkest Star». De cualquier modo el disco siempre aparece solo con cuatro sencillos.
Lados B
Los únicos temas que quedaron fuera de Playing the Angel y aparecieron como lados B de los sencillos fueron las canciones «Free», «Newborn» y «Better Days», compuestas también por Martin Gore.
En el caso de la canción «Free» aparece como lado B de «Precious», pero solo en la edición europea del sencillo. De manera adicional se agregó como número trece exclusivamente en la edición japonesa de Playing the Angel.

## The 12" Singles
Es una colección iniciada en 2018, con Speak & Spell y A Broken Frame, de todos los sencillos de DM, por álbum, en estricto orden cronológico, presentados en ediciones de lujo en formato de 12 pulgadas, que continuó ese mismo año con Construction Time Again y Some Great Reward, y en 2019 con Black Celebration y Music for the Masses, en 2020 con Violator y Songs of Faith and Devotion, en 2021 con Ultra, y en 2022 con Exciter y Playing the Angel, presentando sus cuatro sencillos en ocho discos, uno noveno dedicado al tema del cual el álbum tomó su nombre, y uno décimo con lados B y mezclas que habían sido publicadas previamente solo en disco compacto.
Pese a que la colección es en discos de 12 pulgadas, también se publicó y está disponible en streaming.
Precious
| Lado A |                                               |          |  |
| N.º    | Título                                        | Duración |  |
| 1.     | «Precious» (Sasha's Spooky Mix - Full Length) | 10:32    |  |

| Lado B |                                                         |          |  |
| N.º    | Título                                                  | Duración |  |
| 1.     | «Precious» (Sasha's Gargantuan Vocal Mix - Full Length) | 9:40     |  |

Precious
| Lado C |                                         |          |  |
| N.º    | Título                                  | Duración |  |
| 1.     | «Precious» (Misc. Full Vocal Mix)       | 5:41     |  |
| 2.     | «Precious» (Michael Mayer Balearic Mix) | 7:18     |  |

| Lado D |                               |          |  |
| N.º    | Título                        | Duración |  |
| 1.     | «Precious» (Motor Remix)      | 6:37     |  |
| 2.     | «Precious» (Misc. Crunch Mix) | 6:51     |  |

A Pain That I'm Used To
| Lado E |                                                   |          |  |
| N.º    | Título                                            | Duración |  |
| 1.     | «A Pain That I'm Used To» (Jacques Lu Cont Remix) | 7:51     |  |

| Lado F |                                                 |          |  |
| N.º    | Título                                          | Duración |  |
| 1.     | «A Pain That I'm Used To» (Jacques Lu Cont Dub) | 8:00     |  |

A Pain That I'm Used To
| Lado G |                                                    |          |  |
| N.º    | Título                                             | Duración |  |
| 1.     | «A Pain That I'm Used To» (Bistream Threshold Mix) | 6:07     |  |

| Lado H |                                                    |          |  |
| N.º    | Título                                             | Duración |  |
| 1.     | «A Pain That I'm Used To» (Bitstream Spansule Mix) | 7:21     |  |

Suffer Well
| Lado I |                            |          |  |
| N.º    | Título                     | Duración |  |
| 1.     | «Suffer Well» (Tiga Remix) | 6:28     |  |
| 2.     | «Suffer Well» (Tiga Dub)   | 5:29     |  |

| Lado J |                                           |          |  |
| N.º    | Título                                    | Duración |  |
| 1.     | «Suffer Well» (Narcotic Thrust Vocal Dub) | 6:44     |  |

Suffer Well
| Lado K |                                    |          |  |
| N.º    | Título                             | Duración |  |
| 1.     | «Suffer Well» (Metope Remix)       | 6:53     |  |
| 2.     | «Suffer Well» (Metope Vocal Remix) | 6:28     |  |

| Lado L |                                               |          |  |
| N.º    | Título                                        | Duración |  |
| 1.     | «Suffer Well» (M83 Remix)                     | 4:31     |  |
| 2.     | «Better Days» (Basteroid 'Dance is Gone' Mix) | 7:09     |  |

The Darkest Star
| Lado M |                                   |          |  |
| N.º    | Título                            | Duración |  |
| 1.     | «The Darkest Star» (Holden Remix) | 7:47     |  |

| Lado N |                                 |          |  |
| N.º    | Título                          | Duración |  |
| 1.     | «The Darkest Star» (Holden Dub) | 7:56     |  |

John the Revelator
| Lado O |                                                                 |          |  |
| N.º    | Título                                                          | Duración |  |
| 1.     | «John the Revelator» ('Dave is in the Disco' Tiefschwarz Remix) | 7:49     |  |

| Lado P |                                        |          |  |
| N.º    | Título                                 | Duración |  |
| 1.     | «John the Revelator» (Tiefschwarz Dub) | 8:12     |  |
| 2.     | «Lilian» (Chab Dub)                    | 7:08     |  |

John the Revelator
| Lado Q |                                      |          |  |
| N.º    | Título                               | Duración |  |
| 1.     | «John the Revelator» (Murk Mode Dub) | 8:32     |  |

| Lado R |                                          |          |  |
| N.º    | Título                                   | Duración |  |
| 1.     | «John the Revelator» (Boosta Club Remix) | 4:47     |  |
| 2.     | «Lilian» (Chab Vocal Remix)              | 9:03     |  |

Playing the Angel colección promocional
| Lado S |                                         |          |  |
| N.º    | Título                                  | Duración |  |
| 1.     | «Free»                                  | 5:10     |  |
| 2.     | «Better Days»                           | 2:28     |  |
| 3.     | «Newborn»                               | 5:35     |  |
| 4.     | «John the Revelator» (versión sencillo) | 3:14     |  |
| 5.     | «Lilian» (versión sencillo)             | 3:34     |  |

| Lado S |                                             |          |  |
| N.º    | Título                                      | Duración |  |
| 1.     | «Pecious» (Michael Mayer Ambient Mix)       | 3:37     |  |
| 2.     | «Suffer Well» (Alter Ego Remix)             | 6:14     |  |
| 3.     | «Lilian» (Robag Wruhme Slomoschen Kikker)   | 3:39     |  |
| 4.     | «A Pain That I'm Used To» (Goldfrapp Remix) | 4:43     |  |
| 5.     | «A Paint That I'm Used To» (Telex Remix)    | 3:28     |  |

## Datos
- El tema «Introspectre» es instrumental.
- Otros cuarenta y tres conciertos de la gira fueron grabados, todos titulados Recording the Angel y puestos a la venta de manera exclusiva y limitada, todos con una misma portada diseñada por Anton Corbijn.
- «Nothing's Impossible», el tema instrumental «Introspectre» y la canción «Damaged People» están continuados entre sí.
- La canción «Macro» originalmente se anunció con el título Macrovision.
- La base rítmica de «Precious» es la misma de «Enjoy the Silence».
- Originalmente se pensó en «A Pain That I'm Used To» como un lado B.
- La criatura que aparece en la portada del disco fue llamada por los miembros de Depeche Mode Tubby Goth, algo así como "Gordito gótico", aunque la disquera y el webmaster le llamaron Mister Feathers, "Señor plumas".
- La contraportada de Playing the Angel tiene escrita la leyenda Pain and Suffering in Various Tempos, "Dolor y Sufrimiento en Varios Tiempos". Llama la atención que la frase sea híbrida, o sea en inglés y la última palabra, "Tempos", en latín; refiriéndose a terminología musical que es la velocidad con que debe ejecutarse una pieza de música.
  - La palabra "pain" (Dolor), usada en la leyenda, se menciona en las canciones «A Pain That I'm Used To», «John the Revelator», «Precious» y «Lilian».
- La palabra "Angel" aparece en la letra de cuatro canciones del álbum, «Suffer Well», «John the Revelator», «Precious» y «The Darkest Star». Es muy probable que por ello se haya decidido el título Playing the Angel, tomado del último.
- Con 3 543 000 copias vendidas, Playing the Angel se convertía en el disco mejor vendido de Mute Records en la primera década del siglo XXI.
- Algunas ediciones promocionales inglesas de Playing the Angel aparecieron con el nombre de Black Swarm - Dark Force. Del mismo modo algunas ediciones promocionales norteamericanas aparecieron con el nombre Black Swarm - Dark Cloud.
- Solo en algunos países, como Rusia, hubo edición en casete de cinta magnética de audio de Playing the Angel.[21]
- Los temas «Lilian» y «The Darkest Star», así como el instrumental «Introspectre», nunca llegaron a ser interpretados en concierto por DM.

Fue el primer disco del grupo en el que aparecieron temas compuestos por David Gahan, los cuales fueron bien recibidos por sus seguidores, después de todo cuando Gahan en el 2003 realizó su primer álbum solista se le había criticado por no presentar un sonido distinto al de Depeche Mode.
Un poco a diferencia de los tres anteriores álbumes del grupo en este la musicalización fue más electrónica, ello debido sobre todo a que el productor Ben Hillier optó por los equipos análogos sobre los digitales consiguiendo así acercar a Depeche Mode a la corriente de música industrial de ese año.
Sin embargo eso no quiere decir que DM simplemente imitara las tendencias de música de esa época, por el contrario dos de sus primeros discos veinte años atrás ya habían sido de música industrial, Construction Time Again de 1983 y Some Great Reward de 1984.
Además, el álbum no fue totalmente industrial, algunos temas resultaron influidos por distintos géneros, como «I Want It All» que tiene elementos trip hop, «The Sinner in Me» que en su sonido se acerca al rock gótico, o las dos canciones cantadas por Martin Gore que son más bien minimalistas, e incluso Precious es una canción electrónica más del tipo de música que Depeche Mode había hecho en sus más conocidos discos.
El disco fue considerado por algunos miembros de la prensa como una lucha entre Martin y Dave, opinión quizás no muy afortunada considerando que de Gahan aparecen únicamente tres temas que además no escribió él solo, mientras las otras ocho canciones y el tema instrumental fueron compuestos por Martin Gore. La primera mitad del disco fue considerada por la crítica como insuperable con las canciones «A Pain That I'm Used To», «John the Revelator», «The Sinner in Me» y «Precious», mientras que se produce una decadencia en la segunda parte del disco con canciones como «Macro», «Nothing's Imposible» o «The Darkest Star». A pesar de esto, otras críticas consideraron una obra maestra «The Darkest Star».
En suma, el aspecto más trascendente de Playing the Angel, además de la que se considera una vuelta a un sonido más tradicional para DM, es la inauguración de David Gahan como compositor del grupo al que precisamente él bautizó Depeche Mode. En 2003, el cantante había realizado su desigual pero muy llamativo debut solista, el álbum Paper Monsters, lanzándose incluso a una pequeña gira promocional, e independientemente de todas las críticas positivas y negativas recibidas su disco no pasó de ser más bien una curiosidad que a tener una verdadera relevancia.
Los temas de Gahan para Playing the Angel en cambio lograron conservar el discurso lírico y musical de Martin Gore en Depeche Mode y no desentonar en ningún momento con la colección, con lo cual el cantante demostró una mayor seguridad como compositor, que Gore es en verdad su referente más cercano para escribir y que no pretende inventar nada nuevo ni revolucionar la música del grupo. Tan solo un par de años después, en 2007, Gahan lanzó su segundo disco solista, Hourglass, concebido otra vez con Eigner y Phillpott, todavía más parecido a la música de Depeche Mode pero logrando en general una mejor respuesta de público y de crítica.
El álbum Hourglass de Gahan al ser realizado junto con Eigner y Phillpott es una suerte de trabajo colateral al disco de DM; de hecho el propio Gahan declaró durante su promoción que su segundo álbum era como "la conclusión de Playing the Angel".
Otro aspecto singular de Playing the Angel es la manera en que fue promocionado, esto es, de los cuatro sencillos solo uno, el primero, fue publicado en América, entre tanto los restantes tres se lanzaron únicamente en Europa, y, aun así, el sencillo Precious, el único para América, apareció allá sin canción adicional; mientras en su edición europea apareció con la canción «Free» como lado B, regresando con ello a las viejas formas de promoción de Depeche Mode centradas principalmente a Europa. Esto probablemente por la injerencia de Martin Gore en Depeche Mode, quien ya alguna vez refería el culto que siguen encontrando en Europa y no en América donde en sus propias palabras los tratan "como a cualquier otra banda".
Por cierto que como lados B se presentaron solo tres canciones que quedaron fuera del álbum, aunque hubo una cuarta titulada «Martyr», una fuerte balada con elementos industriales muy rítmica y con reminiscencias del country estadounidense, que por lo mismo consideraron desentonaba con el disco, la cual fue presentada para promocionar la primera compilación posterior a Playing the Angel como único tema inédito, aunque su lanzamiento como disco sencillo fue también solo para Europa.
Por último, también la gira Touring the Angel fue de mucho éxito para DM. En realidad es la más larga en la cual se han embarcado desde 1993-94 con el Devotional-Exotic Tour, la cual había sido una vuelta al mundo en un desgastante período de trece meses con más de cien destinos que casi los lleva a la disolución total. Once años después, tras dos giras cortas, The Singles Tour en 1998 y Exciter Tour en 2001, los tres miembros de Depeche Mode se sintieron de nuevo con la suficiente confianza como para llevar a cabo una gira larga con Touring the Angel, redundando además con ello en la buena respuesta lograda en general por el álbum.
Como curiosidad, el mayor fallo del disco fue enteramente incidental, en su caso un defecto en la masterización del material, el cual de por sí era corregible en algunos equipos de audio y, sobre todo, por computadoras. En ediciones posteriores, como en streaming, el problema fue desde luego subsanado.

## Canción por canción
A Pain That I'm Used To es un tema totalmente industrial. Tras de haber sido artífices de la Música industrial en el primer lustro de los ochenta, cuando este era un movimiento emergente no por completo bien visto, Depeche Mode lo abandonó en pos de explorar nuevas tendencias de la electrónica. En A Pain That I'm Used to simplemente volvieron al industrial pero en la forma en la cual había evolucionado después de ellos, recordando más a bandas como Nine Inch Nails. El tema comienza con un contundente efecto de reactor para dar paso a una musicalización electrónica industrial con acompañamiento de guitarra y batería, y una letra igual de agresiva aunque muy dentro de la línea de DM, lo cual lo vuelve uno de sus temas más salvajes; un dolor al que estoy acostumbrado.
John the Revelator es otro tema muy industrial, con una base más electrónica, un ritmo fuerte y una letra fuera de todas las formas de Depeche Mode, de hecho cabe mencionar que su lírica está inspirada en un personaje tradicional de Inglaterra. El tema es el más identificable de Playing the Angel, y aun antes del segundo sencillo se anunciaba que invariablemente sería también uno de los promocionales. Los sonidos que maneja son contundentes, distorsionados y muy sintéticos.
Suffer Well es la primera aportación del trío Gahan, Eigner, Phillpott, la cual incluso se lanzó como uno de los sencillos promocionales del álbum. Es un tema bastante autobiográfico para Dave Gahan, quien se inspiró en su propia experiencia previa con drogas llegando al punto de sufrir bien, aunque ya en el pasado Martin Gore había compuesto un tema también basado en el problema de su compañero, Barrel of a Gun de 1997. Musicalmente el logro de la canción para el grupo fue que en verdad suena “muy Depeche Mode”, con la guitarra de Gore y el acompañamiento electrónico de Fletcher. La idea para el tema, surgió a raíz de un comentario que le dijeron en pleno infierno de drogas "sí quieres seguir así, sigue... pero por lo menos sufre bien (suffer well)".
The Sinner in Me es un tema cercano al rock gótico, en letra y en musicalización, aunque en realidad alejado de los experimentos previos de DM con esa música, es más provocadora, por lo cual tampoco entra forzosamente a las formas de la música oscura. El tema es una mezcla de gótico con electrónico moderno, con efectos fuertes y distorsionados, y por ejemplo bastante lejano a los clásicos temas religiosos de Depeche Mode, más bien se propone como una canción pecaminosa, una especie de canto a la futilidad de ayudar en la caída. Habla la canción, por otro lado, del pecado original, tema que ha mantenido ocupada a la Iglesia católica por años, al reconocer que tenemos un pecador adentro, la letra dice, "si pudiera sacar, al pecador que llevo dentro".
Precious es un tema curioso, porque es por completo cercano a las más tradicionales formas de Depeche Mode para hacer música, de hecho su base es la misma del clásico de 1990, Enjoy the Silence. Es una canción de amor decepcionado, inspirada en el propio divorcio de Martin Gore, casi totalmente electrónica, excepto por un discreto acompañamiento de guitarra. La letra es de las más sentimentales de todo el disco, un lamento por una relación perdida por dolorosos motivos triviales, habla también del rol de los hijos en el rompimiento de un matrimonio, como reconoció el mismo Gore en una entrevista, "este es un proceso muy triste y los niños deben sentir algo parecido a lo que describo en la canción", probablemente los niños son representados como los " ángeles de alas plateadas que no deberían conocer el sufrimiento".
Macro es el primer tema más bien minimalista del disco, cantado por Martin Gore. La crítica se regodeó en repetir que era un tema high-tech (de alta tecnología), con una muy buena base electrónica, aunque en realidad es un tanto experimental recordando por momentos los acercamientos con ritmos africanos hechos por otros músicos famosos como Paul Simon o Peter Gabriel. La letra es también muy curiosa al hacer una analogía sobre sexo y una cosmovisión desde la perspectiva humana. Se podría interpretar también como un deseo de visión conjunta del mundo, una visión "Macro", en la que todo encaja, como dice la canción en una parte: "Mira el macrocosmos, en una macrovisión, y ve que nada se mueve, como si fuera una oposición. Una celebración universal, una evolución, una creación". de esta forma Martin Gore demuestra que las alabanzar a Dark King, o rey oscuro no están erradas, se sigue haciendo música oscura, como en los viejos tiempos.
I Want It All el segundo tema de Gahan, Eigner, Phillpott, muestra nuevamente las experiencias personales del primero, hablando sobre deseo e insatisfacción. Destaca el trabajo de Eigner y Phillpott en la musicalización, quienes consiguieron darle una completa orientación trip hop al tema, aunque ciertamente este sí se nota más alejado de los estereotipos de Martin Gore para el grupo. Por cierto, la música fue utilizada como intro para los conciertos de la gira Touring the Angel.
Nothing's Impossible el tercer tema de Gahan, Eigner, Phillpott. Es una función electroacústica más cercana al tradicional sonido de DM, sintético y contundente con los elementos industriales que distinguen al disco, así como la grave guitarra de Gore, y una letra sobre amor desesperado y descontento. De los tres temas aportados por Gahan, ciertamente es este el que suena más electrónico, tributando con ello su trayectoria profesional con Depeche Mode.
Introspectre es el único intermedio instrumental de corta duración, como los incluidos en los anteriores discos, y en su caso intenta ser una función más fantasmagórica que aquellas, por ello su nombre.
Damaged People es una canción que está entre experimental y minimalista. Cantado por Martin Gore, como Macro, es también de letra muy peculiar y más bien cercano a los estereotipos tradicionales de Depeche Mode. El tema en realidad es bastante dramático en su planteamiento lírico; una suerte de lamento a la sociedad moderna abriendo con la triste proclama de que "Somos Gente Dañada".
 Lilian es un tema que suena bastante convencional para Depeche Mode, de hecho bien pudo haber estado incluido en alguno de sus antiguos discos, aunque de paso demuestra como son capaces de seguir haciendo canciones bailables sin complicaciones, por ello el que adicionalmente haya sido lanzada como sencillo.
The Darkest Star como cierre del álbum es un experimento de canción grandilocuente y emotiva, como lo fuera por ejemplo Clean en el álbum Violator o incluso Goodnight Lovers en el álbum Exciter. nuevamente con reminiscencias de música gótica o más claramente de Darkwave. La musicalización es sencilla pero sublime con acompañamiento de piano. La letra es una alabanza a todos los tipos de devotos alrededor del mundo, nombra ejemplos en los que encajan todos los fanáticos del trío inglés. La canción concluye en que todos los devotos del mundo tienen algo en común, estén donde estén, ellos serán la estrella más oscura, brillando para ellos (el grupo) majestuosamente
Free es un tema sintético durísimo acerca de liberación personal y relación con las personas, conducido por un efecto duro de ingeniería que lo vuelve una función electro. La melodía se consigue solo a base de un efecto bastante trabajado y una letra in crescendo que pasa de una notación suave a cambios más duros para llegar a estrofas compuestas que son las partes más contundentes del tema.
Newborn es un tema de rock electrónico que pasa de un movimiento suave a una notación totalmente industrializada, como el espíritu del álbum. Es una función corta, pero en una notación grave que resalta el carácter industrial de la colección con sonidos sintetizados y una letra sobre nacimiento, o renacimiento en una alegoría de amor y crecimiento personal.
Better Days es un tema en una línea también agresiva, conducido por una guitarra rítmica que se convierte en una corta función de rock de sonido contundente y duro. La letra es un poco de decepción y de desamor, llena de elementos dispersos que la torna en una suerte de balada electro sobre la vida misma.
Martyr es un tema en forma de rock electrónico en una notación muy rápida, conducido por una guitarra distorsionada, un sampler en realidad que cubre toda la duración del tema, con una letra salvaje de amor sacrificado. El tema sigue la forma de antiguos temas en notación de tipo rutilante como Something to Do o A Question of Time, pero en una forma más salvaje y con efectos más sintetizados aún mediante una ingeniería más trabajada.

## Tabla de posiciones
| Lista musical (2005)          | Mejor posición | Certificación  | Ventas     |
| ----------------------------- | -------------- | -------------- | ---------- |
| Lista de álbumes australianos | 45             |                | 35 000+    |
| Argentina                     |                | Oro            | 55 000+    |
| Lista de álbumes austriacos   | 1              | Platino        | 45 000+    |
| Lista de álbumes belgas       | 4              |                | 30 000+    |
| Brasil                        |                |                | 35 000+    |
| Canadá                        | 3              | Oro            | 95 000+    |
| Lista de álbumes checa        | 1              |                | 30 000+    |
| Lista de álbumes danesa       | 1              |                | 55 000+    |
| Lista de álbum neerlandés     | 11             | Oro            | 50 000+    |
| Lista de álbumes finlandés    | 1              | Oro            | 25 000+    |
| Lista de álbumes frases       | 1              | Platino        | 400 000+   |
| Lista de álbumes alemán       | 1              | 2x Platino/Oro | 500 000+   |
| Lista de álbumes irlandés     | 15             |                | 35 000+    |
| Lista de álbumes italiana     | 1              | x2 Platino     | 275 000+   |
| México                        |                | Oro            | 85 000+    |
| Lista de álbumes noruega      | 1              |                | 35 000+    |
| Lista de álbum portuguesa     | 1              |                | 55 000+    |
| Lista de álbumes rusa         |                | 3x Platino     | 85 000+    |
| Lista de álbum española       | 2              | Platino        | 180 000+   |
| Lista de álbum sueca          | 1              | x2 Platino     | 75 000+    |
| Lista de álbumes suiza        | 1              | x2 Platino     | 65 000+    |
| UK Albums Chart               | 6              | Oro            | 180 000+   |
| US Billboard 200              | 7              |                | 670 000+   |
| Ventas en Europa              | 1              | Platino        | 2 150 000+ |
| Ventas mundiales              |                | Platino+Oro    | 4 850 000+ |